# تنظيم السيارات ذاتية القيادة
يعد تنظيم السيارات ذاتية القيادة والمركبات ذاتية القيادة وأنظمة القيادة الآلية موضوعًا متزايد الأهمية في صناعة السيارات ويرتبط ارتباطًا وثيقًا بنجاح التكنولوجيا الفعلية. وقد أقرت العديد من البلدان تشريعات محلية واتفقت على معايير لتقديم السيارات ذاتية القيادة.
قد تنطبق لوائح المركبات ذاتية القيادة أيضًا على سيارات الأجرة الآلية [الإنجليزية] والشاحنات ذاتية القيادة [الإنجليزية]، وذلك وفقًا للتشريعات المحلية.

## المصطلحات
| السوق                                                  | صياغة اللائحة الرئيسية | اللغة                                                     |
| ------------------------------------------------------ | --- | --------------------------------------------------------- |
| السياسات الفيدرالية للولايات المتحدة                   | السياسة الفيدرالية للمركبات الآلية حماية الركاب لنظام القيادة الآلية                                                                 | الإنجليزية الأمريكية                                      |
| نيفادا                                                 | قانون ولاية نيفادا المنقح لعام 2022، الفصل 482أ - المركبات ذاتية القيادة                                                             | الإنجليزية الأمريكية                                      |
| أريزونا                                                | الأمر التنفيذي 2015-09: اختبار المركبات ذاتية القيادة والقيادة في ولاية أريزونا                                                      | الإنجليزية الأمريكية                                      |
| أمريكا الشمالية                                        | «إرشادات لاختبار أنظمة القيادة الآلية في كندا» وزارة النقل الكندية                                                                   | إنجليزي                                                   |
| قانون المملكة المتحدة                                  | قانون المركبات الآلية والكهربائية لعام 2018، من خلال المركبات ذاتية القيادة فإننا نعني تلك المدرجة على أنها مركبات آلية، قانون السير | الإنجليزية البريطانية                                     |
| قانون الاتحاد الأوروبي                                 | الموافقة على نوع نظام القيادة الآلية للمركبات الآلية بالكامل                                                                         | الإنجليزية البريطانية / الإنجليزية الأوروبية [الإنجليزية] |
| فرنسا                                                  | تفويض السائق (ترجمة) | فرنسي                                                     |
| ألمانيا                                                | قانون القيادة الذاتية (ترجمة) | الألمانية                                                 |
| اليابان                                                | وظيفة القيادة الذاتية من المستوى 3 لنظام القيادة الذاتية (ترجمة)                                                                     | اليابانية                                                 |
| ورقة عمل اللجنة الاقتصادية لأوروبا رقم 29 جي آر في إيه | فريق العمل المعني بالمركبات الآلية/ذاتية القيادة والمتصلة                                                                            | اللغة الإنجليزية الدولية                                  |

## المسئولية القانونية
تعتبر مسؤولية السيارات ذاتية القيادة مجالًا متطورًا للقانون والسياسة من شأنه أن يحدد من يتحمل المسؤولية عندما تتسبب سيارة آلية في أضرار مادية للأشخاص، أو تنتهك قواعد الطريق. عندما تتحول السيطرة على القيادة من البشر إلى تكنولوجيا السيارات الآلية، فسوف يحتاج السائق إلى الموافقة على تقاسم المسؤولية التشغيلية وهو ما يتطلب إطارًا قانونيًا. قد تكون هناك حاجة لتطور قوانين المسؤولية الحالية لتحديد الأطراف المسؤولة عن الأضرار والإصابات بشكل عادل، ومعالجة احتمال نشوء تضارب في المصالح بين شاغلي النظام من البشر، ومشغلي النظام، وشركات التأمين، والمال العام.

## المقدمة
وصلت تقنيات القيادة الذاتية إلى سوق منظمة التعاون الاقتصادي والتنمية مع انتشار سريع متوقع في المستقبل. تهدف اللوائح إلى ضمان توافق هذه المركبات الآلية مع توقعات الجمهور فيما يتعلق بالسلامة والمسؤولية القانونية والخصوصية.
تناولت اللوائح الوطنية الأولى مواضيع مختلفة:
- استخدام صياغة جمعية مهندسي السيارات الدولية كمعيار فعلي للتعريفات، والمصطلحات مثل مجال التصميم التشغيلي [الإنجليزية] ونظام القيادة الآلي، ومهمة القيادة الديناميكية.
- المتطلبات الحكومية لاختبار المركبات الآلية
- أمان
- مخاوف بشأن البيانات
- التنازل عن المسؤولية
- حماية الأشخاص خارج المركبات الآلية[7]

أثارت المركبات الآلية العديد من التساؤلات بما في ذلك المسؤولية ومعايير السلامة وموثوقية البرامج والأداء البيئي والأمن السيبراني. يرى البعض في أوروبا أن وجود إطار تنظيمي متوازن يعد شرطًا أساسيًا لإدخال هذه المركبات الآلية على الطرق على نطاق واسع.
أحد أهداف تنظيم القيادة الآلية هو ضمان عمل المركبات المتنوعة ضمن قيود التشغيل الخاصة بها وأن يفهم السائقون قدرات المركبة لاستخدامها بشكل آمن.

## النهج المحلي
في أستراليا، وُضعت قوانين خاصة بالمركبات التي يقودها بشر، مع وجود أكثر من 700 عائق أمام المركبات الآلية في قوانين الولايات والأقاليم والكومنولث. بدون لوائح جديدة، لن تستفيد أستراليا من المركبات الآلية. في أستراليا، الهدف هو تدوين الإطار في شكل قانون بحلول عام 2026 من خلال قانون سلامة المركبات الآلية الذي يركز على ثلاثة مواضيع: التوريد الأولي، والخدمة، والنقل البري على مستوى الولاية/الإقليم.
إن الأهداف الرئيسية للصين مرتبطة بـ«صنع في الصين 2035»، وهو إطار السياسة الصناعية. المركبات ذاتية القيادة من المستوى الرابع متاحة للشراء من قبل المستهلكين بحلول عام 2025.
في فرنسا، ينص قانون بادينتر (1085) على أن السائق هو من يقود السيارة ويتسبب في وقوع حادث، بينما هذا الأمر محل تساؤل في حالة المركبات الآلية. لهذا السبب، لن يكون ركاب المركبات ذات الميزات الآلية مسؤولين جنائياً عن الحوادث، ولكن قد يكونون مسؤولين عن غرامات مالية بموجب القانون المدني، ما لم يختار السائق تشغيل القيادة الآلية عندما لا تكون كافية.
في ألمانيا، يُحدد قانون المستوى الرابع متطلبات ومواصفات اعتماد مركبات آلية محددة للاستخدام على الطرق العامة، ومتطلبات تسجيلها. كما يُحدد القانون التزامات الأطراف (الشركة المُصنِّعة، المالك، المُشغِّل).
يُحدد القانون الياباني للمستوى الرابع عقوباتٍ على الشركات، بما في ذلك إلغاء التصاريح. كما يسمح لروبوتات التوصيل بالسير على الأرصفة بسرعة تصل إلى 6 كم/ساعة.
في المملكة المتحدة، أنشأ قانون المركبات الآلية والكهربائية لعام 2018 إطارًا يتعلق بالمسؤولية بين شركات التأمين ومالكي ومشغلي المركبات الآلية. تعمل حكومة المملكة المتحدة على تشجيع اختبار المركبات الآلية على الطرق العامة، دون السماح بإدخال المركبات الآلية على نطاق واسع. ترى لجان القانون أن ميزة نظام القيادة الآلية تكون ذاتية القيادة فقط إذا لم يكن مطلوبًا من الإنسان أداء أي مهمة مراقبة حتى طلب الانتقال.

## الاتفاقيات الدولية
الاتفاقيات الدولية هي اتفاقيات تكون عدة دول أطرافًا فيها. هناك اتفاقيتان دوليتان تتناولان المركبات الآلية، وهما اتفاقية حركة المرور على الطرق وتعديلات اتفاقية لجنة الأمم المتحدة الاقتصادية لأوروبا لعام 1958، والتي تضم عدداً من الدول الأوروبية كأعضاء.

### اتفاقيات المرور على الطرق
لقد انضمت أكثر من 101 دولة حول العالم إلى اتفاقية جنيف بشأن حركة المرور على الطرق [الإنجليزية]، وتشترط أن يكون عمر السائق 18 عامًا.
اتفاقية فيينا لعام 1968 بشأن حركة المرور على الطرق، والتي انضمت إليها 83 دولة حول العالم، تضع المبادئ التي تحكم قوانين المرور. كان أحد المبادئ الأساسية للاتفاقية هو مفهوم أن السائق دائمًا هو المسيطر الكامل والمسؤول عن سلوك السيارة أثناء المرور. في عام 2016، أدى إصلاح الاتفاقية إلى فتح إمكانية وجود ميزات آلية في المركبات داخل الدول التي صادقت على اتفاقية فيينا.
في يناير 2021، تم إرسال اقتراح بتعديل المادة 1 والمادة 34 مكرر الجديدة لاتفاقية فيينا لعام 1968 بشأن حركة المرور على الطرق لمدة عام واحد للقبول. بحلول 14 يناير 2022، تم قبول التعديل على الاتفاقية، ودخل حيز التنفيذ في 14 يوليو 2022.

### ورقة عمل اللجنة الاقتصادية لأوروبا رقم 29 جي آر في إيه
في فبراير/شباط 2018، أقرت لجنة النقل الداخلي التابعة للجنة الأمم المتحدة الاقتصادية لأوروبا بأهمية أنشطة المنتدى العالمي لتوحيد لوائح المركبات [الإنجليزية] المتعلقة بالمركبات الآلية والمستقلة والمتصلة، وطلبت من المنتدى العالمي لتوحيد لوائح المركبات النظر في إنشاء فرقة عمل مخصصة. في جلستها المنعقدة في يونيو 2018، قررت مجموعة العمل رقم 29 تحويل مجموعة العمل المعنية بالفرامل ومعدات التشغيل إلى مجموعة عمل جديدة معنية بالمركبات الآلية/الذاتية القيادة والمتصلة (جي آر في إيه). تتعامل المجموعة مع أحكام السلامة المتعلقة بديناميكيات المركبات (الفرامل والتوجيه)، وأنظمة مساعدة السائق المتقدمة، وأنظمة القيادة الآلية، بالإضافة إلى أحكام الأمن السيبراني.
في يونيو 2020، وافق الاجتماع الافتراضي لمجموعة العمل 29 على التقارير المقدمة من جي آر في إيه حول دورتها الخامسة حول «المركبات الآلية/المستقلة والمتصلة» والدورة السادسة حول «الأمن السيبراني وتحديثات البرامج». تم تخصيص اللائحة الجديدة بشأن الأمن السيبراني باعتبارها اللائحة 155 وتم تخصيص اللائحة الجديدة بشأن تحديثات البرامج باعتبارها اللائحة 156. وبهذه الطريقة، تم إرساء قواعد الأمم المتحدة بشأن المستوى الثالث من معايير SAE.
في مارس 2021، تم نشر اللوائح التالية للجنة الاقتصادية لأوروبا التابعة للأمم المتحدة:
- اللائحة 155: الأمن السيبراني ونظام إدارة الأمن السيبراني[18]
- اللائحة 156: تحديث البرمجيات ونظام إدارة تحديث البرمجيات[19]
- اللائحة 157: أنظمة الحفاظ على المسار الآلية[20]

في يونيو 2022، انعقدت الدورة 187 لمجموعة العمل رقم 29، وتم الاتفاق على العديد من التعديلات على لوائح جي آر في إيه. أدى تعديل لائحة الأمم المتحدة رقم 157 إلى تحديث اللوائح المتعلقة بأنظمة الحفاظ على المسار الآلي، مما أدى إلى زيادة حد السرعة المسموح به إلى 60 كم/ساعة إلى 130 كم/ساعة، وقواعد إضافية لوظائف تغيير المسار الآلية في المركبات الخاصة بالركاب.
كما تم اقتراح لائحة فنية عالمية جديدة بناءً على الاقتراح المقبول لتطوير لائحة فنية عالمية جديدة للأمم المتحدة بشأن أنظمة القيادة الآلية والتي قدمها ممثلو كندا والصين والاتحاد الأوروبي واليابان والمملكة المتحدة لبريطانيا العظمى وأيرلندا الشمالية والولايات المتحدة الأمريكية من أجل إعداد مسودة اللائحة الفنية العالمية للأمم المتحدة بشأن أنظمة القيادة الآلية. في عام 2024، لا يزال هذا التنظيم قيد التطوير.

## التشريعات والتنظيمات في اليابان
اليابان دولة غير موقعة على اتفاقية فيينا. في عام 2019، عدلت اليابان قانونين، «قانون المرور على الطرق» و«قانون مركبات النقل على الطرق»، ودخلا حيز التنفيذ في أبريل 2020. في القانون السابق، أصبح من المسموح استخدام السيارات ذاتية القيادة من المستوى 3 على الطرق العامة. في الفصل الأخير، تم تعريف عملية تعيين أنواع للحصول على شهادة السلامة على وظيفة القيادة الذاتية من المستوى 3 لنظام القيادة الذاتية وعملية التصديق للنوع المعلن قانونيًا. ومن خلال عملية التعديل، تم النظر في الإنجازات التي حققها المشروع الوطني (بالإنجليزية: SIP-adus) الذي قاده مكتب مجلس الوزراء [الإنجليزية] منذ عام 2014 وتم قبولها بشكل كامل.
في مايو 2020، تم تعديل «قانون الطرق» أيضًا ليشمل تعريف معدات التحكم في التشغيل التلقائي في البنية التحتية، ودخل حيز التنفيذ. في يوليو 2020، تم إصدار خطة خارطة الطريق الوطنية للمرحلة التالية رسميًا والتي أخذت في الاعتبار النشر الاجتماعي وقبول المستوى الرابع. في نهاية عام 2020، عدّلت وزارة الأراضي والبنية التحتية والنقل والسياحة «لائحة السلامة الخاصة بمركبات النقل البري» لتعكس لوائح لجنة الأمم المتحدة الاقتصادية لأوروبا المنتدى العالمي لتوحيد لوائح المركبات [الإنجليزية] جي آر في إيه النهائية بشكل متسق ودون تأخير.
في أبريل 2021، نشرت وكالة الشرطة الوطنية تقرير لجنة الخبراء الخاصة بها للسنة المالية 2020 بشأن ملخص القضايا في البحث لتحقيق خدمات التنقل من المستوى 4، بما في ذلك قضايا التعديل القانوني المطلوبة. خلال صيف عام 2021، استعدت وزارة الاقتصاد والتجارة والصناعة (METI) مع وزارة الأراضي والبنية التحتية والنقل والسياحة لإطلاق مشروع «رود إلى المستوى 4» لتغطية البحث والتطوير مع النشر الاجتماعي لتحقيق خدمة التنقل المقبولة من المستوى 4، وقامت بتحديث معلوماتها العامة في سبتمبر. وكجزء من هذا المشروع، سيتم توضيح مشكلة المسؤولية المدنية التي تعكس الأدوار المتغيرة.
فيما يتعلق بالتمثيل المضلل في التسويق، يتم تطبيق المادة 5 من «قانون مكافحة الأقساط غير المبررة والتصريحات المضللة».
في نهاية عام 2021، اقترحت الهيئة الوطنية للطرق مشروع قانون تعديلي بشأن «قانون المرور على الطرق» ليشمل الموافقة على مخطط خدمات المستوى الرابع. في مارس 2022، اعتمدت الحكومة اليابانية مشروع قانون لتعديل القانون. وفي أبريل/نيسان 2022، تمت مناقشة مشروع القانون في جلسة عادية للبرلمان الوطني وتم إقراره. وبموجب القانون المعدل، كان من المقرر تقديم نظام ترخيص لمشغلي خدمات النقل باستخدام المركبات غير المأهولة من المستوى الرابع، والذي لا يتطلب وجود سائق في المركبة التي تتم مراقبتها عن بعد ضمن منطقة محدودة. ومن المتوقع أن يتم استخدام مثل هذه المركبات من قبل السكان في المناطق الخالية من السكان. في أكتوبر 2022، كشفت وكالة الشرطة الوطنية عن خطتها لجعل «قانون المرور على الطرق» المعدل ساري المفعول في أبريل 2023، وفي 20 ديسمبر 2022، قررت الحكومة اليابانية السماح باستخدام السيارات ذاتية القيادة من المستوى 4 في خدمات النقل والتوصيل اعتبارًا من 1 أبريل 2023.
في الأول من أبريل/نيسان 2023، دخل «قانون المرور» المُعدَّل حيّز التنفيذ. وتسعى الحكومة إلى توفير خدمات النقل من المستوى الرابع في 40 موقعًا على الأقل بحلول السنة المالية 2025.

## الوضع القانوني في الولايات المتحدة
في الولايات المتحدة، وهي دولة غير موقعة على اتفاقية فيينا، لم تتضمن قوانين المركبات في الولاية تاريخيا تصورا للمركبات عالية الأتمتة ــ ولكنها لم تحظرها بالضرورة. ولتوضيح الوضع القانوني لهذه المركبات وتنظيمها، قامت العديد من الدول بسن قوانين محددة فيما يتعلق بالمركبات ذاتية القيادة.
في عام 2017، أقر مجلس النواب الذي يسيطر عليه الجمهوريون بالإجماع «قانون القيادة الذاتية» الذي من شأنه تسريع اعتماد السيارات ذاتية القيادة ومنع الولايات من تحديد معايير الأداء. ومع ذلك، فشل مشروع قانون تكميلي في مجلس الشيوخ، (بالإنجليزية: AV START)، في المرور بعد أن أثار الديمقراطيون اعتراضات مفادها أنه لم يفعل ما يكفي لمعالجة المخاوف المتعلقة بالسلامة والمسؤولية. ولم تظهر بعد بنية تنظيمية شاملة سواء على المستوى الفيدرالي أو مستوى الولايات في الولايات المتحدة.
في أغسطس 2022، أطلق أعضاء مجلس النواب الأمريكي جهدًا مشتركًا بين الحزبين للمساعدة في إحياء الجهود التشريعية لتعزيز المركبات ذاتية القيادة.

### السياسات الفيدرالية
في سبتمبر 2016، أصدر المجلس الاقتصادي الوطني الأمريكي ووزارة النقل الأمريكية السياسة الفيدرالية للمركبات الآلية، وهي معايير تصف كيفية تفاعل المركبات الآلية إذا فشلت تكنولوجيتها، وكيفية حماية خصوصية الركاب، وكيفية حماية الركاب في حالة وقوع حادث. تهدف المبادئ التوجيهية الفيدرالية الجديدة إلى تجنب وجود خليط من قوانين الولايات، مع تجنب أن تكون متسلطة لدرجة قمع الابتكار. منذ ذلك الحين، أصدرت وزارة النقل الأمريكية تحديثات متعددة:
- أنظمة القيادة الآلية: رؤية للسلامة 2.0 (12 سبتمبر 2017)[61]
- الاستعداد لمستقبل النقل: المركبات الآلية 3.0 (4 أكتوبر 2018)[62]
- ضمان الريادة الأمريكية في تقنيات المركبات الآلية: المركبات الآلية 4.0 (8 يناير 2020)[63]

أصدرت الإدارة الوطنية لسلامة المرور على الطرق السريعة للتعليق العام حماية الركاب لنظام القيادة الآلية في 30 مارس 2020، تلاها إطار عمل سلامة نظام القيادة الآلية في 3 ديسمبر 2020. تهدف حماية الركاب إلى تحديث معايير سلامة المركبات الفيدرالية [الإنجليزية] مع مراعاة إزالة عناصر التحكم اليدوية مع أنظمة القيادة الآلية، في حين تهدف وثيقة الإطار إلى توفير طريقة موضوعية لتحديد وتقييم كفاءة نظام القيادة الآلية لضمان سلامة المركبات الآلية مع الحفاظ على المرونة لاستيعاب تطوير الميزات لتحسين السلامة.
تاريخيًا، فإن السيارة التي لا تحتوي على عناصر تحكم في القيادة مثل عجلة القيادة ودواسة الوقود ودواسة الفرامل لن تكون متوافقة مع معايير السلامة الفيدرالية لمركبات السيارات (FMVSS)، وهي الحد الأدنى من معدات السلامة اللازمة لبيع سيارة بشكل قانوني للجمهور. في 10 مارس 2022، قامت الإدارة الوطنية للسلامة المرورية على الطرق السريعة بتحديث وإصدار القاعدة المتعلقة بمتطلبات السلامة لحماية الركاب للسماح للمركبة التي لا تحتوي على أدوات تحكم في القيادة بالامتثال للوائح الأمريكية. يسمح التحديث الرئيسي لقواعد إدارة السلامة المرورية الوطنية على الطرق السريعة للشركات ببناء ونشر المركبات ذاتية القيادة دون ضوابط يدوية، طالما أنها تلبي المعايير الفيدرالية والولائية الأخرى.

### سياسات الولايات

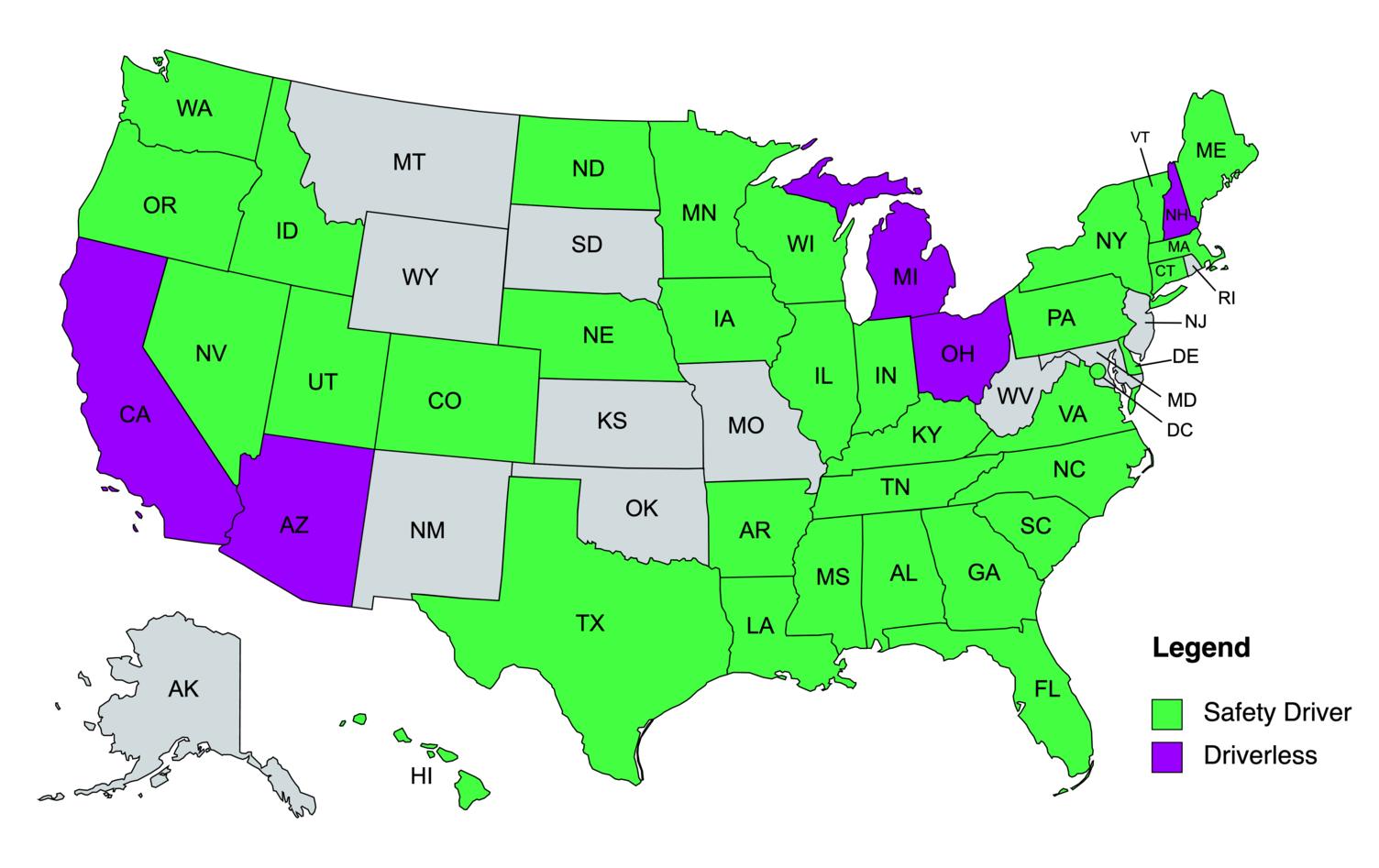
الولايات الأمريكية التي تسمح باختبار المركبات ذاتية القيادة على الطرق العامة

اعتبارًا من أغسطس 2022، كان لدى 38 ولاية قوانين أو أوامر تنفيذية تتعلق بالمركبات ذاتية القيادة.
اعتبارًا من ديسمبر 2024، كان لدى حوالي نصف الولايات الأمريكية قوانين تنظم المركبات التي تعمل بدرجة ما من التكنولوجيا المستقلة.

#### نيفادا
في يونيو 2011، أقر المجلس التشريعي في ولاية نيفادا قانونًا يسمح باستخدام السيارات الآلية. وبذلك أصبحت ولاية نيفادا أول ولاية في العالم تسمح بتشغيل المركبات الآلية بشكل قانوني على الطرق العامة. وفقًا للقانون، فإن إدارة مركبات السيارات في ولاية نيفادا [الإنجليزية] مسؤولة عن وضع معايير السلامة والأداء، كما أن الوكالة مسؤولة عن تحديد المناطق التي يجوز فيها اختبار السيارات الآلية. وقد دعمت شركة جوجل هذا التشريع في محاولة لإجراء المزيد من الاختبارات القانونية على سيارتها ذاتية القيادة من جوجل. يعرف قانون ولاية نيفادا المركبة الآلية بأنها «مركبة آلية تستخدم الذكاء الاصطناعي وأجهزة الاستشعار وإحداثيات نظام تحديد المواقع العالمي للقيادة الذاتية دون تدخل نشط من مشغل بشري». ويعترف القانون أيضًا بأن السائق لن يحتاج إلى الانتباه أثناء تشغيل السيارة بمفردها. كما قامت جوجل بالضغط من أجل الحصول على إعفاء من حظر القيادة المشتتة للسماح للركاب بإرسال رسائل نصية أثناء الجلوس خلف عجلة القيادة، ولكن هذا لم يصبح قانونًا. علاوة على ذلك، تتطلب لوائح ولاية نيفادا وجود شخص خلف عجلة القيادة وآخر في مقعد الراكب أثناء الاختبارات.

#### فلوريدا
في أبريل 2012، أصبحت فلوريدا ثاني ولاية تسمح باختبار السيارات الآلية على الطرق العامة.

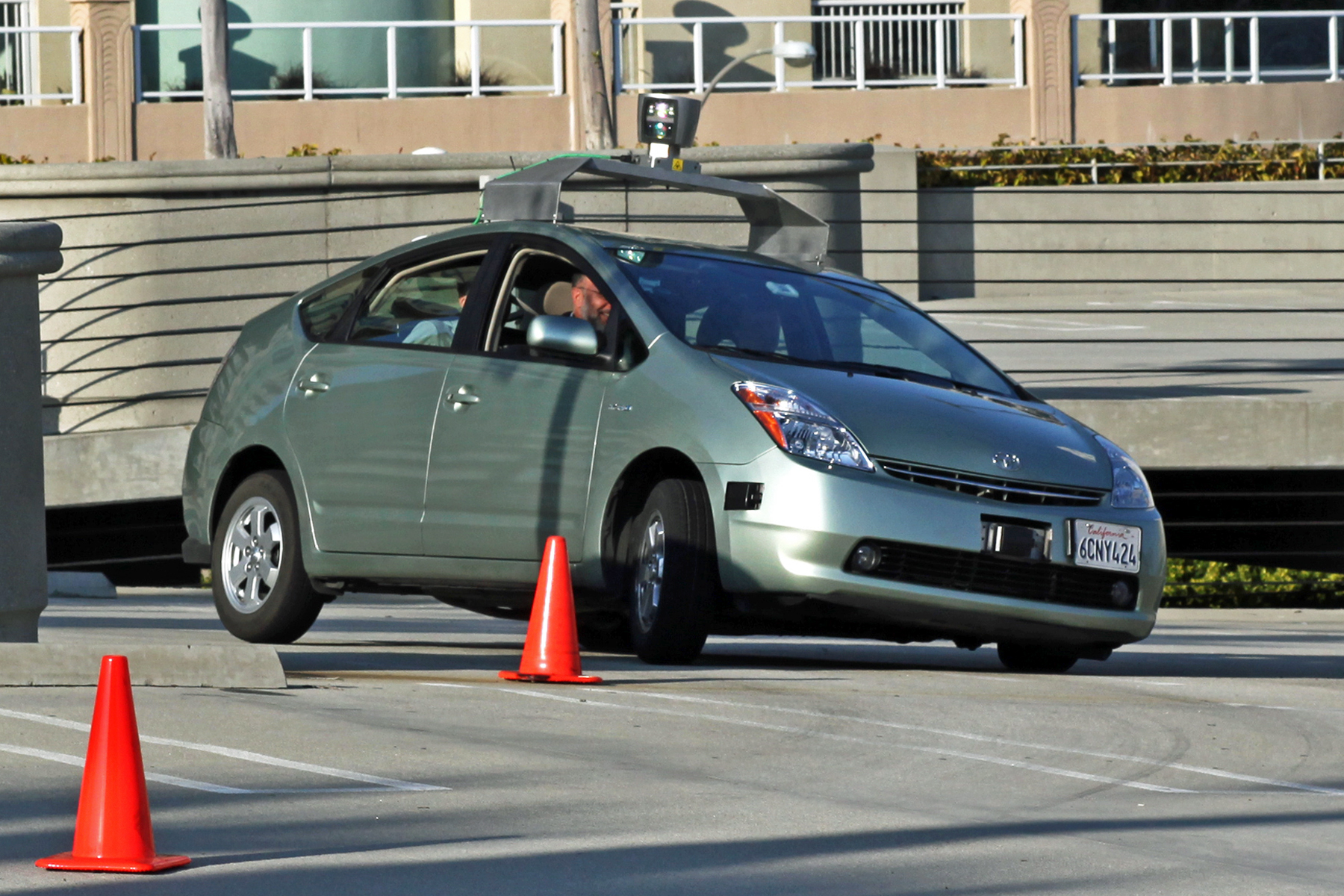
سيارة تويوتا بريوس معدلة من قبل جوجل لتعمل كسيارة بدون سائق

#### كاليفورنيا
أصبحت كاليفورنيا الولاية الثالثة التي تسمح باختبار السيارات الآلية عندما وقع الحاكم جيري براون على مشروع قانون مجلس الشيوخ رقم 1298 ليصبح قانونًا في سبتمبر 2012 في المقر الرئيسي لشركة جوجل في ماونتن فيو.
في 19 فبراير 2016، تم تقديم مشروع قانون الجمعية التشريعية لولاية كاليفورنيا رقم 2866 في كاليفورنيا. وسوف يسمح ذلك للمركبات الآلية بالعمل على الطرق العامة، بما في ذلك تلك التي لا تحتوي على سائق، أو عجلة قيادة، أو دواسة وقود، أو دواسة فرامل. وينص مشروع القانون على أن إدارة المركبات الآلية في كاليفورنيا [الإنجليزية] ستحتاج إلى الامتثال لهذه اللوائح بحلول الأول من يوليو 2018 حتى تدخل هذه القواعد حيز التنفيذ. اعتبارًا من نوفمبر 2016، هذا المشروع لم يتم إقراره بعد في مجلس النواب. نشرت كاليفورنيا مناقشات حول سياسة المركبات الآلية الفيدرالية المقترحة في أكتوبر 2016.
في ديسمبر 2016، أمرت إدارة المركبات الآلية في كاليفورنيا شركة أوبر بإزالة مركباتها ذاتية القيادة من الطريق ردًا على انتهاكين للإشارة الحمراء. وألقت أوبر على الفور اللوم في الانتهاكات على خطأ بشري، وأوقفت السائقين عن العمل.
تمنح ولاية كاليفورنيا تصاريح لاختبار ونشر المركبات ذاتية القيادة على الطرق العامة. كانت شركة نورو أول شركة مصنعة تحصل على ترخيص لنشر سيارات ذاتية القيادة بدون سائق أمان من إدارة المركبات الآلية في كاليفورنيا، وذلك في 23 ديسمبر/كانون الأول 2020. كما حصلت شركتان مصنعتان أخريان، كروز ووايمو، على ترخيص في 30 سبتمبر/أيلول 2021.

#### ماساتشوستس
في عام 2016، تحت حكم تشارلي بيكر، تم تنفيذ الأمر التنفيذي رقم 572  لتعزيز اختبار المركبات ذاتية القيادة على الطرق العامة في ماساتشوستس.  كما يتضمن الأمر توجيهًا بإنشاء مجموعة عمل حول هذا الموضوع وتوجيهًا لهيئة النقل في الكومنولث ماسدوت لبدء عملية عمل للعمل جنبًا إلى جنب مع الصناعة بشكل عام.

#### واشنطن العاصمة
في رمز منطقة [الإنجليزية] واشنطن العاصمة: 
«المركبة ذاتية القيادة» تعني مركبة قادرة على السير على طرق المنطقة وفهم أنظمة التحكم في حركة المرور دون تدخل السائق. ولا يشمل مصطلح «المركبة ذاتية القيادة» المركبات المزودة بأنظمة أمان نشطة أو أنظمة مساعدة السائق، بما في ذلك أنظمة المساعدة الإلكترونية في النقطة العمياء، وتجنب الاصطدام، والكبح في حالات الطوارئ، ومساعدة الركن، ومثبت السرعة التكيفي، ومساعدة الحفاظ على المسار، والتحذير من مغادرة المسار، أو مساعدة الازدحام المروري والوقوف في الطوابير، إلا إذا كان النظام، بمفرده أو مع أنظمة أخرى، يُمكّن المركبة المُجهزة بهذه التقنية من القيادة دون تحكم أو مراقبة نشطة من قِبل مُشغّل بشري.

وفي نفس قانون المنطقة يعتبر:
يجوز تشغيل مركبة ذاتية القيادة على طريق عام؛ بشرط أن تكون المركبة:
- (1) يحتوي على ميزة التحكم اليدوي التي تسمح للسائق بتولي السيطرة على السيارة ذاتية القيادة في أي وقت؛
- (2) لديه سائق يجلس في مقعد التحكم في السيارة أثناء التشغيل وهو مستعد للسيطرة على السيارة ذاتية القيادة في أي لحظة؛ و
- (3) قادر على العمل وفقًا لقوانين المرور المعمول بها في المنطقة وقوانين المركبات الآلية وأجهزة التحكم في المرور.

#### ميشيغان وغيرها
في ديسمبر 2013، أصبحت ميشيغان الولاية الرابعة التي تسمح باختبار السيارات ذاتية القيادة على الطرق العامة. في يوليو 2014، اعتمدت مدينة كور دالين بولاية أيداهو قانونًا خاصًا بالروبوتات يتضمن أحكامًا تسمح بالسيارات ذاتية القيادة.

## التشريعات في المملكة المتحدة
في عام 2013، سمحت حكومة المملكة المتحدة باختبار السيارات الآلية على الطرق العامة. قبل ذلك، كانت جميع اختبارات المركبات الروبوتية في المملكة المتحدة تُجرى على ممتلكات خاصة.
في يوليو 2018، حصل «قانون المركبات الآلية والكهربائية 2018» على الموافقة الملكية.
في مارس 2019، أصبحت المملكة المتحدة دولة موقعة على اتفاقية فيينا.
في عام 2021، عملت المملكة المتحدة على مشروع قانون يسمح بأنظمة الحفاظ على المسار الآلية ذاتية القيادة حتى مسافة 37 ميلاً. ميل في الساعة (أو 60 كم/ساعة) بعد ردود فعل متباينة من الخبراء خلال المشاورة التي بدأت في صيف عام 2020. سيُسمح لهذا النظام بإعادة السيطرة للسائق عندما تحدث «أحداث غير مخطط لها» مثل أعمال بناء الطرق أو سوء الأحوال الجوية. طلب مركز المركبات المتصلة والذاتية القيادة من لجنة القانون في إنجلترا وويلز [الإنجليزية] ولجنة القانون الاسكتلندية [الإنجليزية] إجراء مراجعة شاملة للإطار القانوني للمركبات «الآلية»، واستخدامها كجزء من شبكات النقل العام وخدمات الركاب عند الطلب. وقد طورت الفرق السياسة وتم نشر تقرير التحليل الكامل في يناير 2022.
وفيما يتعلق بالتضليل في التسويق، نشرت جمعية مصنعي وتجار السيارات [الإنجليزية] مبادئ توجيهية على النحو التالي:
1. يجب وصف ميزة القيادة الآلية بشكل واضح بما فيه الكفاية حتى لا يتم تضليل الآخرين، بما في ذلك تحديد الظروف التي يمكن أن تعمل فيها هذه الميزة.
2. يجب وصف ميزة القيادة الآلية بشكل واضح بما فيه الكفاية بحيث يمكن تمييزها عن ميزة القيادة المساعدة.
3. عندما يتم وصف ميزات القيادة الآلية والقيادة المساعدة، فيجب التمييز بينهما بوضوح.
4. لا ينبغي وصف ميزة القيادة المساعدة بطريقة قد تعطي الانطباع بأنها ميزة قيادة آلية.
5. لا ينبغي أن يكون اسم ميزة القيادة الآلية أو المساعدة مضللاً من خلال الإشارة إلى أنها ميزة أخرى - قد تكون الكلمات المساعدة ضرورية لتجنب الارتباك - على سبيل المثال بالنسبة لميزة القيادة المساعدة، من خلال توضيح أن السائق يجب أن يكون مسيطرًا في جميع الأوقات.[97]

في أبريل 2022، أكدت حكومة المملكة المتحدة التغييرات المخطط لها على «قانون السير [الإنجليزية]»، استجابةً لاستشارة عامة. ستعمل التغييرات على توضيح مسؤوليات السائقين في المركبات ذاتية القيادة، بما في ذلك متى يجب على السائق أن يكون مستعدًا لاستعادة السيطرة. وفي أغسطس 2022، كشفت حكومة المملكة المتحدة عن خطة لإطلاق المركبات ذاتية القيادة على الطرق في المملكة المتحدة.
في عام 2022، ينص قانون الطرق السريعة ‏ البريطاني على ما يلي:
بواسطة المركبات ذاتية القيادة، فإننا نعني تلك المدرجة كمركبات آلية من قبل وزير النقل بموجب قانون المركبات الآلية والكهربائية لعام 2018.— قانون السير - 27/07/2022، صفحة 4
في مايو 2024، حصل «قانون المركبات الآلية 2024» على الموافقة الملكية. كان هذا القانون بناءً على التوصيات المشتركة الواردة في التقرير المشترك لعام 2022 من لجنة القانون ولجنة القانون الاسكتلندية.

## التشريعات في أوروبا

### الاتحاد الأوروبي
في نوفمبر 2019، حددت اللائحة (الاتحاد الأوروبي) 2019/2144 الصادرة عن البرلمان الأوروبي والمجلس بشأن متطلبات الموافقة على نوع المركبات الآلية [الإنجليزية] متطلبات محددة تتعلق بالمركبات الآلية والمركبات الآلية بالكامل. يسري هذا القانون اعتبارًا من عام 2022 ويستند إلى إجراءات موحدة ومواصفات فنية للأنظمة والعناصر الأخرى.
في أبريل 2022، أصدر الاتحاد الأوروبي مسودة نسخة من تشريعاته الخاصة بالمركبات المجهزة بأنظمة القيادة الآلية.
في يوليو 2022، دخل «لائحة السلامة العامة للمركبات» الجديدة حيز التنفيذ والتي تنشئ الإطار القانوني للموافقة على المركبات الآلية والمركبات ذاتية القيادة بالكامل (المستوى 3 وما فوق) في الاتحاد الأوروبي. وقد قدم الاتحاد الأوروبي لوائح تتطلب تزويد جميع السيارات الجديدة اعتبارًا من 6 يوليو 2022 بمساعدة السرعة الذكية [الإنجليزية] (ISA) (المستوى 2).
تحتوي اللائحة المفوضة من قبل مفوضية الاتحاد الأوروبي على متطلبات محددة لمركبات محددة مع اختلافات تنظيمية بين:
- المركبات الآلية بالكامل من الفئات إن1 وإن2 وإن3 بدون مقعد للسائق وبدون ركاب
- المركبات الآلية بالكامل من الفئات إن1، إن2، إن3، M1، M2، M3 بدون مقعد السائق، مع الركاب
- المركبات ذات الوضع المزدوج: المركبات التي تحتوي على مقعد سائق والمصممة والمبنية ليتم قيادتها بواسطة السائق في «وضع القيادة اليدوي» ويتم قيادتها بواسطة نظام القيادة الآلية دون أي إشراف من السائق في «وضع القيادة الآلية بالكامل».

تتم معالجة نشر المركبات الآلية من خلال العديد من اللوائح الأوروبية:
- اللائحة (الاتحاد الأوروبي) 2018/858
- اللائحة (الاتحاد الأوروبي) 2019/2144
- اللائحة (الاتحاد الأوروبي) 2022/2236
- اللائحة (الاتحاد الأوروبي) 2022/1426

### فرنسا
فرنسا دولة موقعة على اتفاقية فيينا بشأن حركة المرور على الطرق، كما أنها عضو في اتفاقية لجنة الأمم المتحدة الاقتصادية لأوروبا لعام 1958 والاتحاد الأوروبي.
في عام 2014، أعلنت الحكومة الفرنسية أنه سيتم السماح باختبار السيارات ذاتية القيادة على الطرق العامة في عام 2015. عام 2000 سيتم فتح كيلومترات من الطرق عبر الأراضي الوطنية، وخاصة في بوردو، وإيزير، وإيل دو فرانس، وستراسبورغ. في مؤتمر آي تي إس العالمي لعام 2015، وهو مؤتمر مخصص لأنظمة النقل الذكية، تم إجراء أول عرض توضيحي للمركبات الآلية على الطريق المفتوح في فرنسا في بوردو في أوائل أكتوبر 2015.
في مايو 2018، نشرت الحكومة النسخة الأولى من الاستراتيجية الفرنسية لتطوير التنقل الآلي على الطرق بهدف إنشاء الإطار التشريعي، وأسفرت عن نتيجة تتمثل في «قانون توجيه التنقل» في ديسمبر 2019.
في ديسمبر 2020، قامت الحكومة بتحديث الاستراتيجية لجعل فرنسا الموقع المفضل في أوروبا لنشر خدمات التنقل البري الآلي.
تم إنشاء الإطار التشريعي والتنظيمي لنشر المركبات وأنظمة النقل الآلية من خلال مرسوم صدر في أبريل 2021 ومرسوم لاحق في يونيو 2021.
ومن المقرر الانتهاء من الإطار التشريعي والتنظيمي لتشغيل المركبات الآلية الناتج عن المادة 31 من «قانون توجيه التنقل» في الربع الأول من عام 2022.

### ألمانيا
ألمانيا دولة موقعة على اتفاقية فيينا. في يوليو 2021، دخل «القانون الفيدرالي المعدل لقانون المرور وقانون التأمين الإلزامي» حيز التنفيذ. يسمح القانون باستخدام المركبات ذات القدرة على القيادة الذاتية، أي المركبات التي يمكنها أداء مهام القيادة بشكل مستقل دون وجود شخص يقودها، في مناطق تشغيل محددة على الطرق العامة. تتوافق الأحكام المتعلقة بالقيادة الذاتية في مناطق التشغيل المناسبة مع المستوى الرابع. وعلاوة على ذلك، فإن التشريع الألماني الجديد له آثار كبيرة على المواقف المعضلة. ويتضمن ذلك على سبيل المثال مبدأ عدم التمييز الذي ينطبق على حالات الاصطدام التي لا يمكن تجنبها. علاوة على ذلك، يتناول القانون المتطلبات الفنية للمركبات ذاتية القيادة، بما في ذلك نظام برمجي يمكنه العمل دون إشراف دائم من المشرف الفني أو السائق، ويحتوي على نظام للتخفيف من الحوادث والحد منها ويمكنه بدء «حالة الحد الأدنى من المخاطر».
في فبراير 2022، قدمت الوزارة الاتحادية للشؤون الرقمية والنقل «القانون الخاص بالموافقة على وتشغيل المركبات الآلية ذات وظائف القيادة الذاتية في مناطق تشغيل محددة - قانون الموافقة على المركبات ذاتية القيادة وتشغيلها» إلى البوندسرات الألماني للموافقة عليه.

### سويسرا
سويسرا دولة موقعة على اتفاقية فيينا.
في 13 ديسمبر 2024، حددت سويسرا مرسومًا بشأن القناة الآلية. وفقًا للمادة 53، يدخل هذا المرسوم حيز التنفيذ في 1 مارس 2025.

## التشريعات في أمريكا الشمالية
كندا
كندا دولة غير موقعة على اتفاقية فيينا. على المستوى الفيدرالي، ينظم «قانون سلامة المركبات الآلية» المركبات الآلية والذي تم تعديله آخر مرة في فبراير 2020.
في أغسطس 2021، أصدرت وزارة النقل الكندية «المبادئ التوجيهية لاختبار أنظمة القيادة الآلية في كندا» الإصدار 2.0.

## التشريعات في آسيا
الصين
لأسباب تاريخية، لم توقع الصين على اتفاقية جنيف لعام 1949، على الرغم من أنها وقعت على اتفاقية فيينا لعام 1968.
في عام 2018، قدمت الصين لوائح اختبار لتنظيم السيارات ذاتية القيادة، والأتمتة المشروطة، والأتمتة عالية المستوى والأتمتة الكاملة (المقابلة تقريبًا للمستوى 3 والمستوى 4 والمستوى 5). تحدد القواعد المتطلبات التي يجب اختبار المركبات فيها أولاً في مناطق غير عامة، وأن اختبارات الطرق لا يمكن أن تتم إلا في شوارع محددة وأن الشخص المؤهل يجب أن يجلس دائمًا في وضع السائق، جاهزًا لتولي السيطرة.
في فبراير 2020، أصدرت إحدى عشرة إدارة مكونة، ممثلة في اللجنة الوطنية للتنمية والإصلاح [الإنجليزية] (NDRC)، بشكل مشترك «استراتيجية الابتكار وتطوير المركبات الذكية» التي تصف خطة الطريق حتى عام 2025. تنص هذه الخطة على ضرورة مراجعة «قانون سلامة المرور»، وقانون المساحة والخرائط للمركبات الذكية.
في مارس 2020، نشرت وزارة الصناعة وتكنولوجيا المعلومات مسودة جي بي/تي على إطار تصنيف مكون من 6 مستويات لقيادة الأتمتة والذي يتوافق بشكل أساسي مع مستويات إس إي إيه. وفي أبريل 2020، أعلنت وزارة الصناعة وتكنولوجيا المعلومات عن هدف العام المتمثل في استكمال صياغة الإطار لوظائف مساعدة القيادة والقيادة الذاتية منخفضة المستوى (المستوى 3). في يناير 2021، خططت وزارة الصناعة وتكنولوجيا المعلومات لإضافة الطرق السريعة إلى قائمة الطرق حيث يمكن للسلطات الإقليمية والمدنية ترخيص السيارات الآلية.
في مارس 2021، نشرت وزارة الأمن العام مسودة التعديلات المقترحة على «قانون السلامة المرورية». في أغسطس 2021، أصدرت إدارة الفضاء الإلكتروني الصينية [الإنجليزية] ووزارة الصناعة وتكنولوجيا المعلومات «أحكام إدارة أمن بيانات السيارات (التجربة)».
في فبراير 2022، أصدرت وزارة الصناعة وتكنولوجيا المعلومات المسودة الثانية لـ«التدابير الإدارية لأمن البيانات في مجالات الصناعة وتكنولوجيا المعلومات». وفي مارس 2022، أصدرت وزارة الصناعة وتكنولوجيا المعلومات «المبادئ التوجيهية لبناء نظام معايير الأمن السيبراني وأمن البيانات لإنترنت المركبات».

## التشريعات في أوقيانوسيا
أستراليا
أستراليا دولة غير موقعة على اتفاقية فيينا. تتولى لجنة النقل الوطنية [الإنجليزية] مسؤولية إصلاح القوانين الحالية مع تحقيق الاتساق على المستوى الوطني. في فبراير 2022، نشرت لجنة النقل الوطنية ورقة سياسة لتقديم مقترحات بشأن الإطار التنظيمي الشامل للنشر التجاري للمركبات الآلية.
تتولى وزارة البنية التحتية والنقل والتنمية الإقليمية والاتصالات [الإنجليزية] مسؤولية تطوير سياساتها ومشاريع القوانين المتعلقة بقانون المركبات الآلية الأولية والعاملة في الخدمة.
نيوزيلندا
نيوزيلندا هي دولة غير موقعة على اتفاقية فيينا. لا يشترط التشريع النيوزيلندي على وجه التحديد وجود سائق حتى يتم تشغيل المركبة بشكل قانوني على طريق عام. ومع ذلك، فإن معظم اللوائح والأطر الدولية ذات الصلة تشير بقوة إلى وجود سائق في السيارة نظرًا لأن «الأتمتة» لم تكن من الاعتبارات في وقت صياغة التشريع.
اعتبارًا من أبريل 2022، تعمل وزارة النقل على «برنامج عمل المركبات ذاتية القيادة» مع «إحاطة رؤى طويلة الأمد» والتي ستشمل القضايا التشريعية.

## التشريعات في الشرق الأوسط
إسرائيل
الإسرائيليون دولة موقعة على اتفاقية فيينا. اعتبارًا من أبريل 2022 تعمل هيئة الابتكار الإسرائيلية (OCS) على تشكيل إطار تنظيمي للتجارب واستخدام المركبات ذاتية القيادة مع وزارة المواصلات والأمان على الطريق (MOT) ووزارة العدل.
في مارس/آذار 2022، أقر الكنيست تشريعًا يسمح للشركات بتجربة النقل المشترك الذاتي مع وجود ركاب في السيارة ولكن بدون سائق أمان على الطرق الإسرائيلية. يسمح التشريع للشركات ومشغلي المركبات بالحصول على تراخيص خاصة من وزارة النقل وإجراء تجارب على السيارات ذاتية القيادة بما في ذلك لغرض نقل الركاب الدافعين وحيث يحل نظام القيادة المستقل محل السائق.